# سه‌گانه در المپیک تابستانی ۲۰۰۴
سه‌گانه در بازی‌های المپیک تابستانی ۲۰۰۴ نام رویداد ورزش سه‌گانه در بازی‌های المپیک تابستانی بود که در سال ۲۰۰۴ برگزار شد. این مسابقات از ۲۵ تا ۲۶ اوت برگزار شد که در آن ۱۰۰ ورزشکار از ۳۴ کشور به رقابت با یک دیگر پرداختند.

## جدول مدال‌ها
| رتبه | کشورها                    | طلا | نقره | برنز | مجموع |
| ۱    | نیوزیلند (NZL)            | ۱   | ۱    | ۰    | ۲     |
| ۲    | اتریش (AUT)               | ۱   | ۰    | ۰    | ۱     |
| ۳    | استرالیا (AUS)            | ۰   | ۱    | ۰    | ۱     |
| ۴    | سوئیس (SUI)               | ۰   | ۰    | ۱    | ۱     |
| ۴    | ایالات متحده آمریکا (USA) | ۰   | ۰    | ۱    | ۱     |